# Endiandra dichrophylla
Endiandra dichrophylla là loài thực vật có hoa trong họ Nguyệt quế. Loài này được F.Muell. miêu tả khoa học đầu tiên năm 1892.